# 印度—塞舌爾關係
印度－塞舌爾關係，是指印度共和國和塞舌爾共和國之間的雙邊關係。印度在塞舌爾首都維多利亞設有高級專員公署，塞舌爾亦在印度首都新德里也設高級專員公署。

## 概況
自塞舌爾在1976年獨立以來，印度與塞舌爾已經存在外交關係。1987年，印度在塞舌爾首都維多利亞開設了高級專員公署，塞舌爾亦在2008年於新德里設立駐印度外交機構。印度和塞舌爾兩國的關係一直緊密友好，亦有定期的高層互訪。印度總理英迪拉·甘地、印度總統拉馬斯瓦米·文卡塔拉曼及普拉蒂巴·帕蒂爾曾到塞舌爾外訪，而塞舌爾總統弗朗斯-阿爾貝·勒內和詹姆斯·米歇爾上校亦曾國事訪問印度。兩國在軍事、文化、經貿和科技等領域均有合作。印度外交部曾形容兩國之間的關係是“親密的友誼、理解和合作”，塞舌爾亦曾形容自己是“印度在印度洋地區可靠的夥伴”。

## 經貿關係
於2010-11年，印度和塞舌爾兩國之間的雙邊貿易總額為4000萬美元。兩國在旅遊業、漁業、石油勘探、資訊及通訊科技、藥物等經濟領域均有合作。印度和塞舌爾兩國於2010及2012年簽署了雙邊投資促進協定，印度提高借貸予塞舌爾的信用額度至5000萬美元，又提供2500萬元的援助。印度私營企業中，大型電訊商Airtel在塞舌爾有着重要的地位，它既收購塞舌爾電訊，又參與東非海底光纜項目。

## 軍事關係
印度和塞舌爾兩國有著密切的防務關係。由於塞舌爾靠近全球航運和貿易的通道，該國對印度在打擊海上恐怖主義和海盜方面有重要的戰略意義。1987年6月，印度海軍在塞舌爾維多利亞港部署了一艘INS Vindhyagiri (F42)戰艦；2009年，印度接受塞舌爾的請求，派遣海軍艦艇，協助塞舌爾打擊海盜。印度又向塞舌爾提供資金，協助該國建設軍隊。